# 殿牌
殿牌（でんぱい）は、李氏朝鮮で、各コウル（고을、地方の行政単位）の客舍（객사）に王の象徴として奉安された、「殿」の字を刻んだ木牌である。
地方の官吏たちが毎月1日と15日に拝礼する儀式を行った。王の象徴とされたので、殿牌を冒涜したり毀損した者は、王に対する大逆罪とされ、本人だけでなく家族まで処刑された。さらに地域の連帯責任としてそのコウルを廃止して隣りのコウルに併合した。また、その地域の守令は罷免されたので、守令に恨みを持った者が殿牌を盗んだり毀損して、守令を追い出そうとする事もあった。
1661年に忠州牧で殿牌を破損し、牧が県に降格された。1662年に懐徳県（회덕현）と漣川県で殿牌を紛失し、この2つの行政単位が廃止されて隣の地域に併合された。1778年に城津と吉州で殿牌を破損し、城津僉使と吉州府使が罷免された。